# De Straatzangers
De Straatzangers was in de jaren vijftig en zestig van de twintigste eeuw een zeer bekend en populair Nederlands zangduo, bestaand uit Max van Praag en Willy Alberti.
De heren hadden diverse hits met nummers als Aan het strand stil en verlaten (1955), Als de klok van Arnemuiden (1959) en Aan de voet van de oude Wester (1957). De liedjes zijn later nog diverse malen gecoverd, onder meer door De Havenzangers.
De naam van het duo verwijst naar het beroep van straatzanger, dat in de jaren 1930-1950 uit het Nederlandse en Vlaamse straatbeeld verdween.

## Singles
| Single met eventuele hitnotering(en) in de Nederlandse Top 40 | Datum van verschijnen | Datum van binnenkomst | Hoogste positie | Aantal weken | Opmerkingen |
| ------------------------------------------------------------- | --------------------- | --------------------- | --------------- | ------------ | ----------- |
| Aan de Maas                                                   | 1954                  |                       |                 |              |             |
| Op een zeemansgraf                                            | 1954                  |                       |                 |              |             |
| Vergeet mij niet                                              | 1954                  |                       |                 |              |             |
| Zeemansgraf                                                   | 1955                  |                       |                 |              |             |
| Aan het strand stil en verlaten                               | 1955                  |                       |                 |              |             |
| Wanneer de rozen weer in bloei staan                          | 1956                  |                       |                 |              |             |
| Rode rozen                                                    | 1958                  |                       |                 |              |             |
| Witte rozen                                                   | 1958                  |                       |                 |              |             |
| Mijn Fiere Schooiershart                                      | 1958                  |                       |                 |              |             |
| Als de klok van Arnemuiden                                    | 1959                  |                       |                 |              |             |
| Laat de deur voor je kinderen open                            | 1959                  |                       |                 |              |             |